# Maria Nichiforov
Maria Nichiforov (nombre de casada Maria Mihoreanu; 9 de abril de 1951-24 de junio de 2022) fue una deportista rumana que compitió en piragüismo en la modalidad de aguas tranquilas.
Participó en los Juegos Olímpicos de Múnich 1972, obteniendo una medalla de bronce en la prueba de K2 500 m. Ganó cuatro medallas en el Campeonato Mundial de Piragüismo entre los años 1973 y 1975.

## Palmarés internacional
| Juegos Olímpicos   | Juegos Olímpicos          | Juegos Olímpicos  | Juegos Olímpicos |
| Año                | Lugar                     | Medalla           | Competición      |
| ------------------ | ------------------------- | ----------------- | ---------------- |
| 1972               | Múnich (RFA)              | Medalla de bronce | K2 500 m         |
| Campeonato Mundial |                           |                   |                  |
| Año                | Lugar                     | Medalla           | Competición      |
| 1973               | Tampere (Finlandia)       | Medalla de bronce | K4 500 m         |
| 1974               | Ciudad de México (México) | Medalla de plata  | K2 500 m         |
| 1974               | Ciudad de México (México) | Medalla de bronce | K4 500 m         |
| 1975               | Belgrado (Yugoslavia)     | Medalla de bronce | K1 500 m         |